# Aliwagwag Protected Landscape
Das Aliwagwag Protected Landscape wurde am 5. April 2011 unter der Präsidenten-Erklärung 139 eingerichtet.
Es liegt in den Provinzen Davao Oriental und Davao de Oro im Südosten der Insel Mindanao auf den Philippinen, auf dem Gemeindegebiet von Boston, Cateel und Compostela.
Das Naturschutzgebiet umfasst eine Kernzone von 10.491 Hektar und eine Pufferzone von 420 Hektar, rund um die Aliwagwag-Wasserfälle. Diese erstrecken sich über mehrere Kaskaden, die über 84 Stufen, zwischen einem und zehn Metern, zusammen eine Fallhöhe von über 300 Metern haben. Die Aliwagwag-Wasserfälle gehören zu den besonderen Tourismuszielen in der Provinz. Das Naturschutzgebiet liegt in einer Region, die mit einer dichten tropischen Vegetation überzogen ist. 
Das Gebiet liegt südlich des pazifischen Taifungürtels und weist keine besondere Einteilung in Trocken- und Regenzeiten auf.

## Quelle
- Das Naturschutzgebiet auf der Website des PAWB (Protected Areas and Wildlife Bureau)
- Das Naturschutzgebiet auf davaoorientalnow.com (Memento vom 4. Januar 2012 im Internet Archive)
- Aliwagwag-Wasserfälle auf langyaw.com